# Кармир Блур (станция)
Карми́р Блу́р — грузовая тупиковая железнодорожная станция Южно-Кавказской железной дороги. Расположена в черте Еревана на отдельной 14-километровой железнодорожной ветке от Масиса.

## Описание
Станция расположена на западной окраине Еревана. Является чисто грузовой, к ней подходят различные подъездные пути промышленных предприятий. В постсоветский период интенсивность грузопотока существенно снизилась по сравнению с 1991 годом. Недалеко от станции расположен военный аэродром «Эребуни».

## Деятельность
Пассажирское сообщение отсутствует.
Грузовое движение небольшое. По логистическому кодификатору станция имеет право на приём/отправку грузовых поездов с подъездных путей, а также перегрузку универсальных контейнеров массой брутто не более 20 тонн. Наиболее крупными клиентами станции клиентов станции являются военный аэродром «Эребуни» и электродепо «Шенгавит» Ереванского метрополитена. По состоянию на 2007 год подъездные пути к ним не действуют.